# Jean-Baptiste Piron
Jean-Baptiste Piron (* 10. April 1896 in Couvin; † 4. September 1974 in Uccle) war ein belgischer Generalleutnant und Kommandeur der belgischen Streitkräfte in Deutschland (BSD) von 1946 bis 1957. Die 1. Belgische Infanteriebrigade (urspr. Name: Libération bzw. Bevrijding) wurde nach ihm auch Brigade Piron genannt.

## Leben
Jean-Baptiste Piron, der die Königliche Militärakademie in Brüssel bereits 1913 als Siebzehnjähriger besucht hatte, nahm am Ersten Weltkrieg teil, wurde 1917 in Nordfrankreich verwundet und gegen Kriegsende zum Hauptmann befördert. Nach dem Krieg nahm er seine Studien an der Militärakademie wieder auf, um seine Karriere als Berufsoffizier in der Belgischen Armee fortzusetzen. Im März 1936 wurde er zum Major befördert und erhielt das Kommando über ein Grenadierregiment.

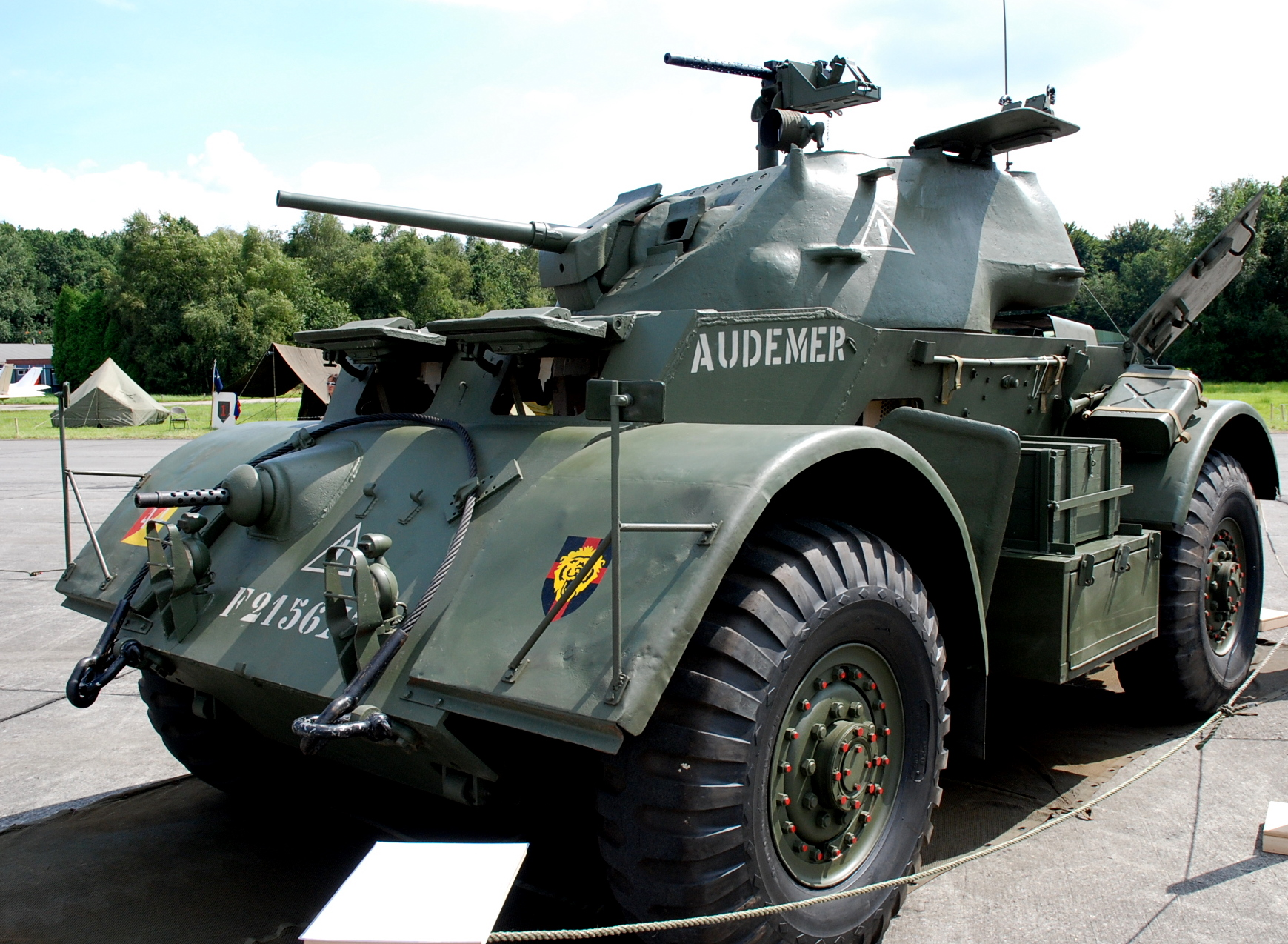
Ein Staghound-Panzerwagen mit den Abzeichen der Brigade Piron

Wenige Monate nach Ausbruch des Zweiten Weltkriegs und der Kapitulation Belgiens am 28. Mai 1940 wurde Piron ins Kriegsgefangenenlager Maria ter Heide bei Brasschaat überstellt, konnte jedoch im April 1941 in einer abenteuerlichen Flucht über Marseille und Gibraltar nach Greenock (Schottland) entkommen, wo er am 6. Januar 1942 eintraf. Nachdem die belgischen und luxemburgischen Armeeangehörigen in Großbritannien fest in die alliierten Gesamtstreitkräfte integriert waren, übertrug man Piron, der kurz vor der Landung in der Normandie zum Oberst befördert worden war, den Oberbefehl über die 1. Belgische Infanteriebrigade. Er und seine Brigade Piron nahmen an wichtigen Schlachten zur Befreiung Belgiens und der Niederlande teil. Der damalige Prinzregent Karl von Belgien ernannte ihn im September 1945 zu seinem persönlichen Adjutanten.
Im Dezember 1945 wurde Piron zum Generalmajor befördert.
Im Dezember 1946 erhielt Piron den Oberbefehl über die belgischen Besatzungstruppen in Deutschland. Nach einer anfänglichen Stationierung in Lüdenscheid bezog die belgische Kommandantur 1948 das Palais Schaumburg in Bonn. Auf dem nahegelegenen Petersberg wurde ein belgisches Erholungsheim eingerichtet, das 1949 gegen den zunächst heftigen Widerstand Pirons an die Alliierte Hohe Kommission abgetreten werden musste. Bis zur Übergabe an den ersten Präsidenten der neugeschaffenen Bundesrepublik Deutschland im November 1949 residierte Piron selbst in der Villa Hammerschmidt in Bonn. Bis Ende Januar 1950 musste Piron Bonn aufgrund der Einrichtung einer besatzungsfreien Zone um den vorläufigen Bundessitz Bonn verlassen, nachdem das belgische Corps zuvor seinen Sitz nach Köln verlegt hatte.
Nach über vierzigjähriger Dienstzeit in der belgischen Armee schied Piron Mitte 1957 hochdekoriert als Generalleutnant aus derselben aus.

## Ehrungen
Jean-Baptiste Piron erhielt für seine militärischen Verdienste eine Vielzahl nationaler und internationaler Orden, bekam das Großkreuz des belgischen Kronenordens und wurde Großoffizier der Ehrenlegion. Darüber hinaus wurde er auch nach seinem Tod von den Angehörigen der Brigade Piron als deren Namensstifter verehrt.
- In Couvin wurde ein Gedenkstein mit einem Bronzerelief von Jean-Baptiste Piron, geschaffen von dem belgischen Bildhauer Victor Demanet (1895–1964), auf dem Place du Général Piron aufgestellt[6].
- In Leerdam wurde die Generaal Pironstraat nach ihm benannt.